# Kōriyama
Kōriyama (japanisch 郡山市, -shi) ist eine Großstadt der Präfektur Fukushima im Nordosten von Honshū, der Hauptinsel von Japan.

## Geographie
Kōriyama liegt nördlich von Shirakawa und südlich von Fukushima.

## Geschichte
Kōriyama war in der Edo-Zeit eine Poststation. Nach dem Bau des Asaka-Kanals in der Meiji-Zeit entwickelte die Stadt sich schnell zum wirtschaftliche Zentrum der Präfektur. Wichtige Industriezweige sind Seidenspinnerei, Textilindustrie, Maschinenbau und die Herstellung von chemischen Produkten.

## Verkehr
- Straßen:
  - Tōhoku-Autobahn

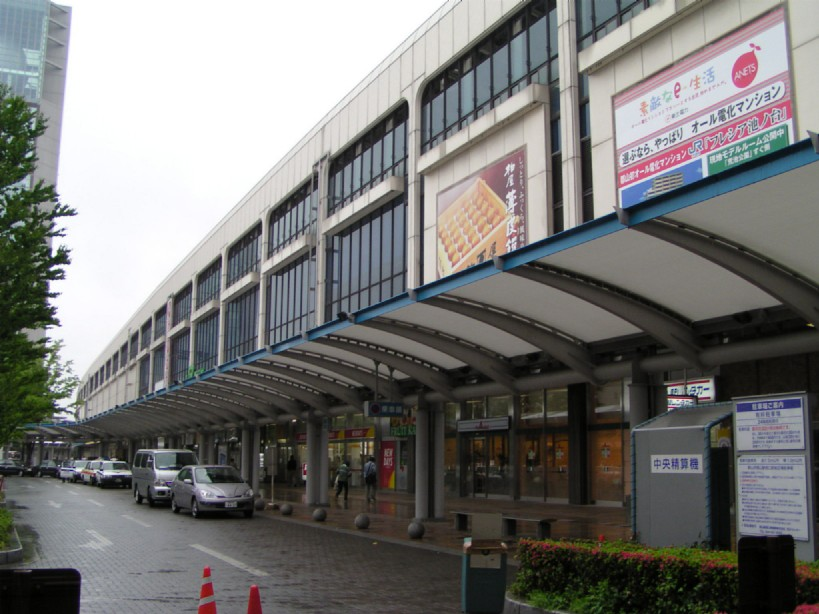
Bahnhof Kōriyama

  - Nationalstraße 4, nach Tōkyō bzw. Aomori
  - Nationalstraße 49, nach Iwaki bzw. Niigata
- Zug:
  - JR Tōhoku-Shinkansen: Bahnhof Kōriyama, nach Tokio bzw. Shin-Aomori
  - JR Tōhoku-Hauptlinie: nach Ueno bzw. Aomori
  - JR Suigun-Linie: nach Mito
  - JR Ban’etsu-Westlinie: nach Niigata
  - JR Ban’etsu-Ostlinie: nach Iwaki

## Söhne und Töchter der Stadt
- Jōji Yuasa (1929–2024), Komponist
- Masushi Ōuchi (1943–2011), Gewichtheber
- Teruhiko Mashiko (* 1947), Politiker
- Yoshihiro Tsumuraya (* 1964), Radrennfahrer
- Haruko Sagara (* 1968), Sängerin und Schauspielerin
- Takeshi Honda (* 1981), Eiskunstläufer
- Hyūga Endō (* 1998), Langstreckenläufer
- Ayaka Igarashi (* 1999), Skispringerin

## Städtepartnerschaft
- Brummen, seit 1988

## Angrenzende Städte und Gemeinden
- Aizu-Wakamatsu
- Sukagawa
- Tamura
- Nihonmatsu
- Inawashiro
- Motomiya